# Aumale, Seine-Maritime
Aumale je naselje in občina v severozahodnem  francoskem departmaju Seine-Maritime regije Zgornje Normandije. Naselje je leta 2008 imelo 2.417 prebivalcev.

## Geografija
Kraj leži na levem bregu reke Bresle.

## Administracija
Aumale je sedež istomenskega kantona, v katerega so poleg njegove vključene še občine Aubéguimont, Le Caule-Sainte-Beuve, Conteville, Criquiers, Ellecourt, Haudricourt, Illois, Landes-Vieilles-et-Neuves, Marques, Morienne, Nullemont, Richemont, Ronchois in Vieux-Rouen-sur-Bresle s 7.041 prebivalci.
Kanton je sestavni del okrožja Dieppe.

## Pobratena mesta
- Cuckfield (Anglija)
- Csurgó (Madžarska)